# Anhalamin
Anhalamin ist ein Alkaloid aus der Gruppe der Kaktus-Alkaloide und der Tetrahydroisochinolinalkaloide.

## Vorkommen

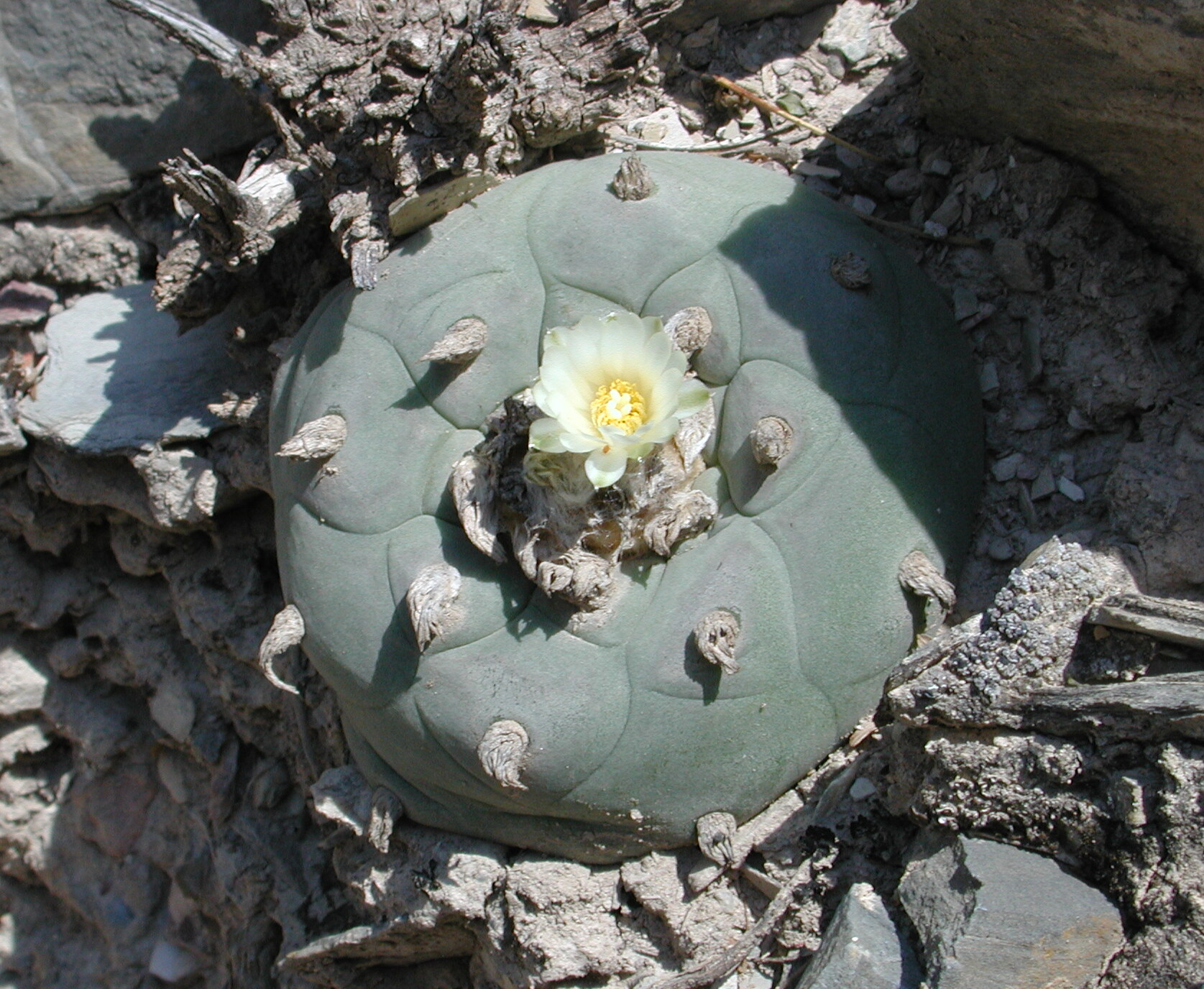
Lophophora diffusa

Anhalamin kommt in mehreren Kakteen-Arten der Gattung Lophophora vor. In L. diffusa ist es nach Pellotin das mengenmäßig zweitwichtigste Alkaloid. In geringen Mengen kommt es auch in L. fricii und L. williamsii (Peyote) vor. Zuerst isoliert wurde es 1899.
Neben dem Vorkommen in Kakteen wurde es in geringer Menge auch in der Akazienart Acacia rigidula nachgewiesen.

## Biosynthese
Wie bei anderen Kaktusalkaloiden in Lophophora auch, geht die Biosynthese von Tyrosin aus. Dieses wird durch die Tyrosin-Decarboxylase decarboxyliert. Die nächsten Schritte sind die Einführung einer Hydroxylgruppe in Position 3 und die Methylierung derselben, Einführung einer dritten Hydroxylgruppe in Position 5 und die Methylierung der Hydroxylgruppe in Position 4. Durch Cyclisierung entsteht schließlich Anhalamin.

## Synthese
Die Synthese ist über eine Mannich-Reaktion von 2,3-Dimethoxyphenol mit Formaldehyd und 2,2-Diethoxyethylamin möglich, gefolgt von Behandlung mit Säure (zur Hydrolyse des Acetals mit Ringschluss) und Hydrierung unter Palladium-Katalyse.
Eine Synthese ausgehend von Mescalin ist ebenfalls möglich. Dazu wird dieses mit Chlorameisensäureethylester umgesetzt und anschließend durch Umsetzung mit Phosphorsäure zu einem Lactam cyclisiert. Erhitzen mit konzentrierter Salzsäure am Rückfluss ermöglicht die selektive Abspaltung der Methylgruppe an der Position 8, weil eine positive Ladung des entsprechenden Sauerstoff-Atoms durch eine Wasserstoff-Brückenbindung stabilisiert wird und die Protonierung dort dadurch bevorzugt ist. Anschließend kann die freie Hydroxylgruppe als Benzylether geschützt und das Lactam durch Lithiumaluminiumhydrid reduziert werden. Nach Aufreinigung erfolgt die Entschützung durch katalytische Hydrierung an Palladium/Kohle.